# Jessie Reyez
Jessie Reyez (født 12. juni 1991) er en canadisk sanger og sangskriver. Hendes single "Figures" fra 2016 toppede som nummer 58 på Den canadiske Hot 100 i 2017 blev certificeret platin af Music Canada og platin af RIAA. Hendes EP fra 2017, Kiddo, førte til fire nomineringer ved Juno Awards 2018, hvor hun vandt "Breakthrough Artist". Hendes opfølgende EP, Being Human in Public, blev udgivet i 2018. Det vandt Årets R&B/Soul Recording ved Juno Awards 2019 og blev nomineret til Best Urban Contemporary Album ved Grammy Awards i 2020. Reyez vandt igen Årets R&B/Soul Recording for "Feel it Too" med Tory Lanez og Tainy ved Juno Awards 2020, hvor hun også blev nomineret til Årets kunstner.
Reyez har skrevet sange til Calvin Harris, Kehlani, Dua Lipa og Normani, og har samarbejdet med Eminem ved flere gange. Hendes debutalbum, Before Love Came to Kill Us, blev udgivet den 27. marts 2020 til udbredt kritikerros og kommerciel succes.

## Diskografi

### Studiealbum
- Before Love Came to Kill Us (2020)[4]
- Yessie (2022)[5]